# Хигасифусими, Кунихидэ
Граф Хигасифусими Кунихидэ (яп. 東伏見 邦英, 16 мая 1910, Токио — 1 января 2014, Киото) — представитель одной из младших ветвей японской императорской фамилии. Номинальный глава дома Хигасифусими-но-мия, угасшей ветви японского императорского дома, и буддийский монах. Младший брат императрицы Кодзюн и дядя нынешнего императора Акихито. Его дхарма — Дзиго (慈洽).

## Биография
Родился в Токио. Младший (второй) сын фельдмаршала принца Куни Куниёси (1873—1929), и Симадзу Тикако (1879—1956). С рождения носил имя — принц Куни Кунихидэ (久邇宮邦英王 Куни-но-Мия Кунихидэ).
Адмирал принц Хигасифусими Ёрихито (1876—1922), глава дома Хигасифусими-но-мия, не имел наследников, поэтому после консультаций со своим отцом, принц Кунихидэ был передан под опеку своего двоюродного дяди и его жены 26 октября 1919 года. По достижении совершеннолетия в 1930 году принц Хигасифусими Кунихидэ стал членом палаты пэров как имперский принц. В 1931 году по просьбе своего двоюродного брата и зятя, императора Хирохито, Кунихидэ отказался от статуса имперского принца. Он получил титул графа Хигасифусими и был награжден Орденом Цветов павловнии. Он носил титул графа до октября 1947 года, когда все дворянские титулы и боковые императорские линии были упразднены.
После получения в Киотском императорском университете научной степени в области истории, Кунихидэ преподавал в этом же университете до 1952 года, когда он принял монашество и стал буддийским священником в храме Дзэнкодзи в городе Нагано. В следующем году он стал настоятелем школы Тэндай в храме Сёрэн-ин в Киото, приняв буддийское имя Дзиго (慈洽). Он преподавал искусство периода Асука в Киотском университете. В 1985 году он был назначен председателем Ассоциации буддийских храмов Киото, где работал до своей смерти.
В 2004 году Кунихидэ оставил должность настоятеля храма Сёрэн в пользу своего второго сына, Дзико Хигасифусими (род. 1942), став его почетным настоятелем. С 2009 года он был болен, скончался 1 января 2014 года в возрасте 103 лет.

## Брак и дети
В 1938 году Кунихидэ женился на Ясуко (род. 12 мая 1918), второй дочери графа Камэи Корэцунэ. Супруги имели одну дочь и трех сыновей:
- Хигасифусими Кунико (род. 1939)
- Хигасифусими Акиёси (род. 1940)
- Хигасифусими Дзиго (род. 1942)
- Хигасифусими Тосиёси (род. 1945)